# Eruzione di Ofiuco
L'eruzione di Ofiuco, avvenuta nell'omonimo superammasso, è stata una potentissima esplosione provocata da un buco nero supermassiccio di un nucleo galattico attivo (AGN, da active galactic nucleus). Al 2021 è l'eruzione più potente mai rilevata di un AGN e l'evento energetico più potente in assoluto, superando il precedente detentore del record della categoria, MS 0735.6+7421.
Una ricerca del 2016 mostrò i risultati del Chandra X-ray Observatory nello spettro a raggi X. Già allora venne constatata una cavità scavata tra il gas circostante, di cui la causa venne rinvenuta nelle dinamiche dei gas associate ad una fusione; un'eruzione di AGN, per tale cavità, non solo sarebbe stata così potente da essere paragonabile a MS 0735, ma avrebbe persino surriscaldato e spostato in grandi quantità il plasma (ICM, da intracluster medium) che tipicamente permea gli ammassi di galassie.
Una ricerca successiva guidata dalla ricercatrice italiana Simona Giacintucci (dell'United States Naval Research Laboratory), risalente al 2020, ha confrontato i dati di Chandra con le immagini radio del Murchison Widefield Array (MWA), Giant Metrewave Radio Telescope (GMRT), Very Large Array (VLA) e XMM-Newton, ove si sarebbero potute constatare emissioni residue di un potente getto AGN. Mettendo assieme tutti i dati, si evinse che la cavità fu proprio dovuta ad un'eruzione su larga scala di un AGN.
Il fenomeno, avvenuto a 390 milioni di anni luce dal sistema solare, consistette in due getti di materia ed energia espulsi ad altissime velocità. Le emissioni radio rilevate da Terra provengono da particelle (elettroni) emesse dai poli di un buco nero supermassiccio, accelerati a velocità relativistiche. Oggi l'eruzione è conclusa; dovette durare decine o centinaia di milioni di anni. La cavità prodotta dall'evento è talmente grande che sarebbe possibile inserirvi in sequenza ben 15 galassie come la Via Lattea. In realtà, calcolarne un'accurata dimensione è difficile; le stime variano tra i ~180 (2016) e i ~230 kpc (2020). Di conseguenza, anche l'energia sprigionata varia di qualche ordine di grandezza; deve essere stata pari ad almeno 5 x 1054 joule in base alla prima stima sulle dimensioni, ed essere fino a 5 volte superiore rispetto a quella di MS 0735 (l'eruzione di AGN più potente rilevata fino al 2020) in base alla più grande; approssimativamente, ~5 x 1054-55 Joule. Non è stata constatata un'opposta concavità rispetto a quella rilevata, laddove le eruzioni di AGN ne producono due asimmetriche tra di loro, partendo dai poli opposti del buco nero; è probabile che l'altra concavità abbia scavato una regione con meno ICM e, pertanto, sia andata sbiadita piuttosto rapidamente.